# 普莱涅
普莱涅（法語：Plaigne，法語發音：[plɛɲ] ⓘ）是法国奥德省的一个市镇，属于卡尔卡松区。

## 地理
普莱涅（43°10'25"N, 1°48'42"E）面积13.19 平方千米，位于法国奧克西塔尼大區奥德省，该省份为法国南部沿海省份，北起塔恩省，西北接上加龙省，西接阿列日省，南至东比利牛斯省，东临地中海，东北与埃罗省接壤。
与普莱涅接壤的市镇（或旧市镇、城区）包括：拉佩讷、米尔普瓦、贝尔佩什、佩沙里克和勒皮、维洛图。

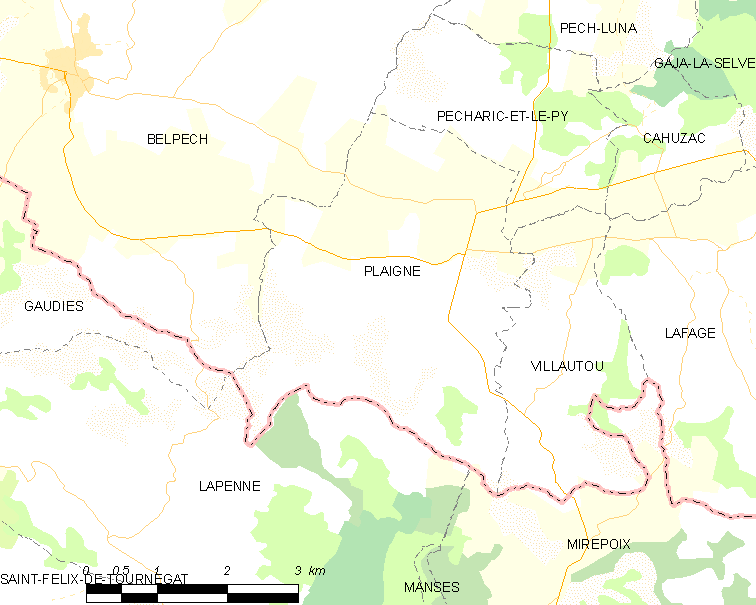
普莱涅的OSM定位图

普莱涅的时区为UTC+01:00、UTC+02:00（夏令时）。

## 行政
普莱涅的邮政编码为11420，INSEE市镇编码为11290。

## 政治
普莱涅所属的省级选区为拉皮耶日欧拉泽斯县。

## 人口

1962-2008年间普莱涅人口变化图示

普莱涅于2022年1月1日时的人口数量为120人。